# 卢雷斯-罗什默尼耶
卢雷斯-罗什默尼耶（法語：Louresse-Rochemenier，法語發音：[luʁɛs ʁɔʃmənje]）是法国曼恩-卢瓦尔省的一个市镇，位于该省东南部，属于索米尔区。该市镇于1842年由原市镇卢雷斯（Louresse）和罗什默尼耶（Rochemenier）合并而成。

## 地理
卢雷斯-罗什默尼耶（47°14'22"N, 0°18'49"W）面积25.82 平方千米，位于法国卢瓦尔河地区大区曼恩-卢瓦尔省，该省份为法国西部内陆省份，大致对应安茹地区，北起顺时针与马耶讷省、萨尔特省、安德尔-卢瓦尔省、维埃纳省、德塞夫勒省、旺代省、大西洋卢瓦尔省和伊勒-维莱讷省接壤。
与卢雷斯-罗什默尼耶接壤的市镇（或旧市镇、城区）包括：蒂法兰、代讷泽苏杜埃、安茹地区杜埃、热讷-瓦勒德卢瓦尔。

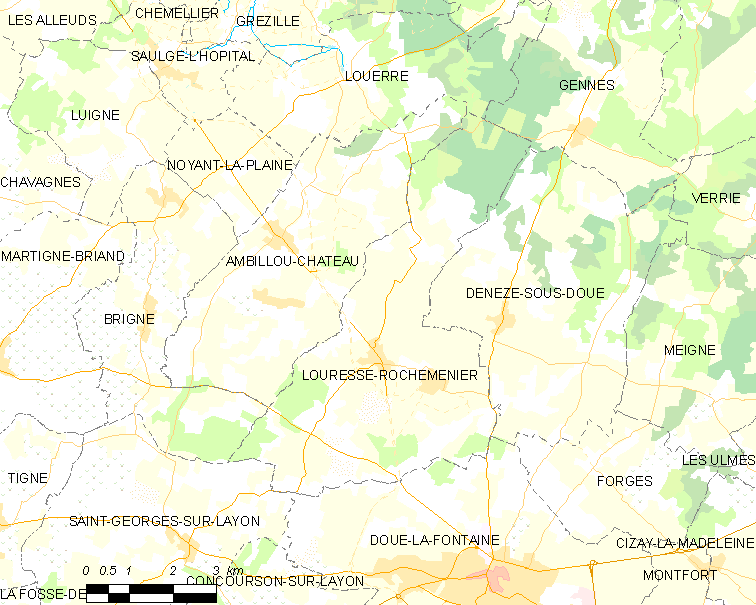
卢雷斯-罗什默尼耶的OSM定位图

卢雷斯-罗什默尼耶的时区为UTC+01:00、UTC+02:00（夏令时）。

## 行政
卢雷斯-罗什默尼耶的邮政编码为49700，INSEE市镇编码为49182。

## 政治
卢雷斯-罗什默尼耶所属的省级选区为安茹地区杜埃县。

## 人口

1962-2008年间卢雷斯-罗什默尼耶人口变化图示

卢雷斯-罗什默尼耶于2022年1月1日时的人口数量为895人。